# Rio Frăsina
O Rio Frăsina é um rio da Romênia, afluente do Râuşor, localizado no distrito de Hunedoara.